# Pilar Claudín Pontes
Pilar Claudín Pontes   (1923 - Ciutat de Mèxic, 2002) va ser una militant comunista espanyola, víctima de la repressió franquista. Va patir l'exili i la presó.

## Biografia
Filla d'un topògraf empleat de l'Institut Geogràfic Cadastral, d'origen francès i de mare manxega d'Almadén, va néixer en el si d'una família de nou germans. El gran, Fernando Claudín Pontes, nascut a Saragossa el 1913, que va arribar a ser dirigent comunista, es portava disset anys amb el petit, el futur arquitecte Eduardo Claudín Pontes, nascut el 1930, quan la família ja s'havia traslladat a Madrid.
Amb el cop d'estat del 18 de juliol i l'inici de la Guerra Civil, per raons del càrrec del pare, es van traslladar a València seguint el legítim Govern de la Segona República i més tard a Barcelona. Allí, Pilar Claudín, amb només tretze anys, es va afiliar a la Unió de dones de Catalunya i a les Joventuts Socialistes Unificades (JSU), col·laborant en tasques d'ajuda a la rereguarda. En acabar la guerra amb la derrota del Bàndol republicà, el pare, la mare i els fills petits es van exiliar a França i van ser internats al Camp d'Argelers. Després van ser separats, però gràcies al Servei d'Evacuació de Refugiats Espanyols (SERE) part de la família va poder embarcar en el vaixell francès S.S.Champlain, que els va portar a Nova York i des d'allà, en tren, van ser enviats a Mèxic, on el govern pro republicà de Làzaro Càrdenas els va donar acolliment. Pilar va ser repatriada a Espanya i malgrat que alguns dels seus germans van ser empresonats, va continuar en la militància clandestina i repartint la revista del Partit Comunista d'Espanya (PCE) Mundo Obrero. El novembre de 1946, va ser detinguda a Madrid, amb disset camarades més, al carrer de Francisco Silvela, en una impremta clandestina on s'editava l'esmentada revista. Després de passar pels calabossos de la Direcció General de Seguretat (DGS) va ser ingressada a la presó de Ventas. Encausada en l'expedient Sumaríssim  núm. 138.610.
Va ser traslladada a la presó de Segòvia, on va participar en la vaga de fam del 1949. Pilar Claudín va ser la primera presa entrevistada per l'advocadessa xilena M. Klinfel, que feia una visita protocol·lària a la presó, sorpresa per la seva joventut. Després de Claudín va entrevistar Mercedes Gómez Otero, que va ser severament castigada per haver explicat les duríssimes condicions en què malvivien a la presó. Davant de la injustícia es va iniciar un motí, del qual Claudín va ser considerada una de les capitostes. Després del motí, va seguir una vaga de fam, en la qual van participar Antonia García Díaz, Josefina Amalia Villa, Manuela del Arco, Vicenta Camacho Abad, Soledad Real, entre d'altres. Claudín compartia cel·la amb María Salvo i Juana Doña, que la esmenten en les seves memòries.
El 21 de maig de 1953 li va ser concedida la llibertat condicional. Es va casar amb Antonio Pérez García, que també acabava de sortir de la presó i van iniciar un periple per Romania, Txecoslovàquia, la Unió Soviètica i Cuba, on van viure l'episodi de la invasió de Bahía de Cochinos. La seva destinació final va ser Mèxic, on el seu marit, conegut com Mario Zapata, va fer treballs per al periòdic El Dia i Canal 11 i va ser col·laborador de la revista del Partit Comunista Mexicà (PCM). Pilar Claudín, després de la mort del seu marit, el 1980, va ser l'editora d'una compilació dels seus escrits, Burgos 1940-53. Presó de la dictadura franquista.
Claudín va morir a Ciutat de Mèxic al juliol de 2002. Les seves cendres van ser traslladades a Espanya.

## Reconeixements
- Mariángeles Comesaña, investigadora mexicana, va escriure un llibre sobre la vida de Claudín que roman inèdit.[14]
- En 2002 se li va retre homenatge al costat d'altres expressos de la dictadura franquista en el Gran Teatre del Liceu de Barcelona.[4]
- És una de les nou dones biografiades per l'historiador Carlos Fernández Rodríguez en el seu llibre La lluita és la teva vida. Retrat de nou dones combatents republicanes.[15]